# René Brodmann
René Brodmann (* 25. Oktober 1933 in Ettingen; † 2000) war ein Schweizer Fussballspieler und -trainer.

## Fussballkarriere
Brodmann war Fussballspieler beim Grasshopper Club Zürich (1958–1961) und beim FC Zürich (1962–1967, Schweizer Meister 1963). Des Weiteren war er Mitglied der Schweizer Fussballnationalmannschaft und hatte fünf Länderspieleinsätze während seiner Zeit beim FC Zürich.
Brodmann spielte bei der Fussball-WM 1966 am 19. Juli im Hillsborough-Stadion, Sheffield, im dritten Spiel der Vorrundengruppe 2 Argentinien – Schweiz 2:0 (0:0).
Nach seiner Spielerkarriere war er 1967 zunächst Trainer beim FC Zürich und in der Saison 1967/1968 beim FC St. Gallen.